# Eadwulf
Eadwulf (†717)  was een usurpator en kortstondig koning van Northumbria van 704 tot 705.
Osred I was nog een kind toen zijn vader koning Aldfrith van Northumbria stierf. Hij was ook een leerling van bisschop Wilfrid van York. De controverse rond de terugkeer van Wilfrid van York leidde tot de usurpatie van Eadwulf, die een tegenstander was. Lang duurde zijn regeerperiode niet: na enkele maanden werd hij van de troon verdreven.